# Peter von Blankenfelde

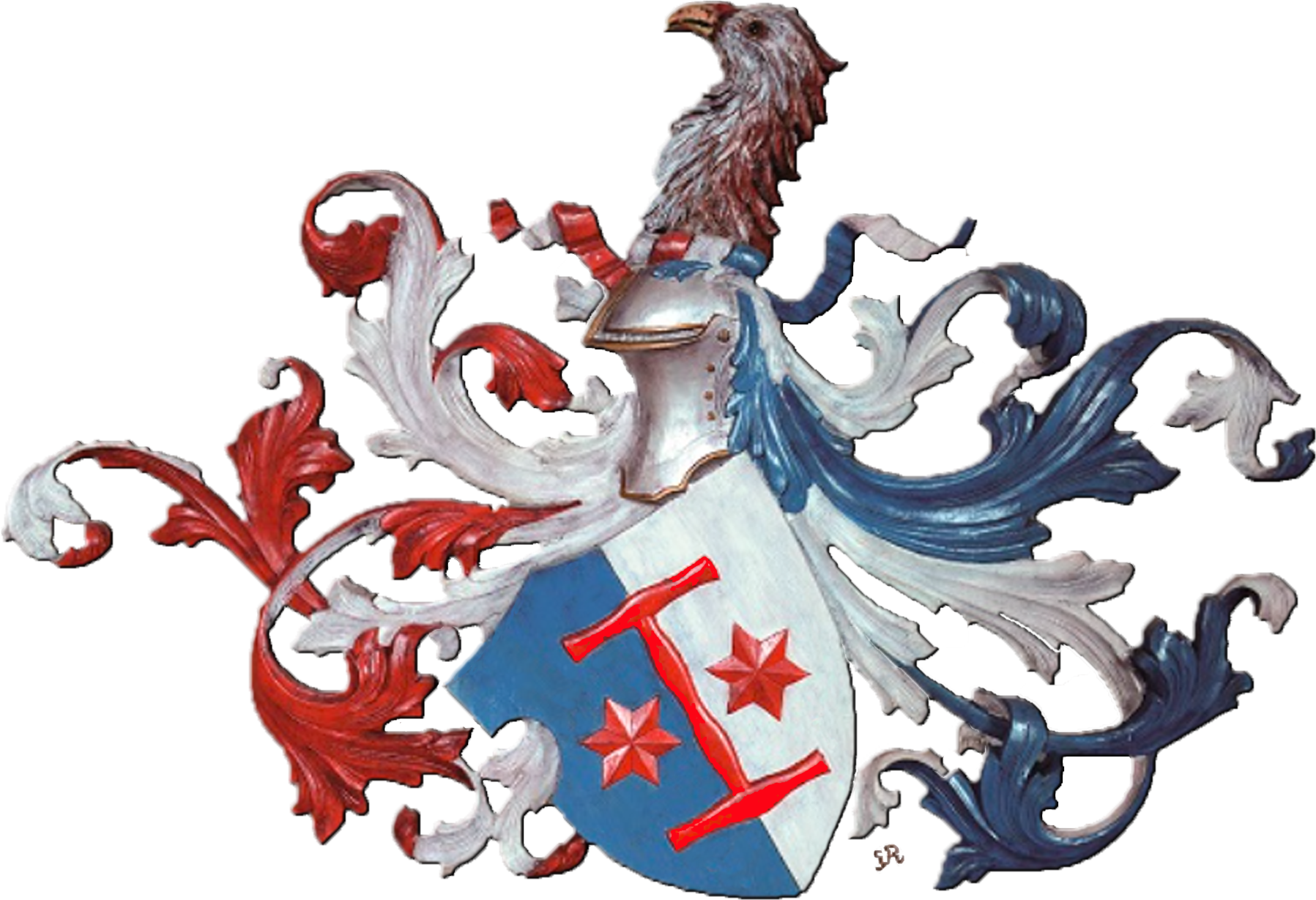
Wappenschild des Adelsgeschlechts von Blankenfelde

Peter von Blankenfelde (* um 1335; † nach 1396) war Berliner Bürgermeister.
Er stammt aus der Berliner Patrizierfamilie Blankenfelde, die insgesamt sieben Berliner Bürgermeister stellte. Bereits sein Urgroßvater Johannes I. von Blankenfelde war Berliner Bürgermeister, und auch sein Sohn Paul von Blankenfelde trat in seine Fußstapfen. Er selbst hatte das oberste Staatsamt in den Jahren 1365/1366, 1369/1370, 1371/1372, 1373/1374, 1375/1376 und 1395/1396 im obligatorischen jährlichen Wechsel inne.
Die Familie Blankenfelde besaß Besitztümer in Wartenberg, Rotberg (früher: Rotzis), Großziethen, Birkholz bei Bernau und Malchow und bezog aus diesen Pacht- und Zinseinkünfte. Außerdem hatte er in Berlin ein Haus neben der Marienkirche und ein weiteres in der Spandauer Straße 49.
Während Blankenfeldes Amtszeit wurde die Doppelstadt zweimal von Brandkatastrophen heimgesucht. 1376 gab es einen großen Brand in Cölln, und die zweite Feuersbrunst im Sommer 1380 vernichtete Berlin fast vollständig. Dabei kamen tausende Menschen ums Leben.